# نژادهای غاز

## جدول نژادهای غاز
| نام                | name                  | تصویر | زادگاه                | میانگین وزن غاز نر (گرم) | میانگین وزن غاز ماده (گرم) | میانگین تعداد تخم سالانه | میانگین وزن تخم (گرم) | رنگ تخم | توضیحات                     |
| ------------------ | --------------------- | ----- | --------------------- | ------------------------ | -------------------------- | ------------------------ | --------------------- | ------- | --------------------------- |
| غاز گونه‌سفید       | Barnacle goose        |       | فنلاند                | ۲۲۰۰                     | ۱۷۰۰                       | ؟                        | ؟                     | سفید    |                             |
| غاز امدن           | Emden goose           |       | آلمان                 | ۱۲۰۰۰                    | ۱۱۰۰۰                      | ۵۰                       | ۱۷۰                   | سفید    |                             |
| غاز کانادایی       | Canada goose          |       | کانادا                | ۶۰۰۰                     | ۵۰۰۰                       | ۵۰                       | ۷۰                    | سفید    |                             |
| غاز چینی           | Chinese goose         |       | چین                   | ۵۰۰۰                     | ۴۰۰۰                       | ۵۰                       | ۱۲۰                   | سفید    | در رنگ‌های پر سفید و خاکستری |
| غاز آفریقایی       | African goose         |       | آفریقا                | ۵۰۰۰                     | ۴۰۰۰                       | ۲۵–۴۰                    | ؟                     | سفید    |                             |
| غاز بوف آمریکایی   | American Buff goose   |       | آمریکا                | ۸۲۰۰                     | ۷۰۰۰                       | ؟                        | ؟                     | سفید    |                             |
| غاز چک             | Czech goose           |       | جمهوری چک             | ۶۰۰۰                     | ۵۰۰۰                       | ۱۵–۲۰                    | ۱۲۰                   | سفید    |                             |
| غاز لکه کتان       | Cotton Patch goose    |       | ایالت‌های جنوبی آمریکا | ۵۰۰۰                     | ۴۰۰۰                       | ؟                        | ؟                     | سفید    |                             |
| غاز مزرعه دانمارکی | Danish Landrace goose |       | دانمارک               | ۶۰۰۰                     | ۵۰۰۰                       | ۶                        | ۱۴۰                   | سفید    |                             |
| غاز فاروسی         | Faroese goose         |       | دانمارک               | ۵۵۰۰                     | ۴۵۰۰                       | ۱۴                       | ۱۳۰                   | سفید    |                             |
| غاز اولند          | Öland Goose           |       | سوئد ایتالیا          | ۵۵۰۰                     | ۴۵۰۰                       | ۳۰                       | ۱۶۰                   | سفید    |                             |

نژادهای استاندارد شده‌ای که از غاز امروزه در ایالات متحده آمریکا وسایر نقاط دنیا وجود دارد، اغلب از نژاد وحشی خاکستری به وجود آمده‌است. نژادهای اقتصادی که امروزه در اغلب پرورشگاه‌های مخصوص غاز در دنیا وجود دارند عبارتند از:

## نژاد تولوز (Tuolouse)
نژاد فرانسوی ومنسوب به شهر تولوز است و بیش از هر نژاد دیگر از نظر تولید گوشت مورد توجه قرار گرفته‌است زیرا دارای جثه بزرگ بوده واصلاح شده می‌باشد. وزن در غازهای نر بالغ در حدود ۷/۱۱ کیلوگرم و در غازهای ماده بالغ در حدود ۹ کیلوگرم می‌رسد. بدن حجیم، پهن پایین افتاده وجمع وجور وتقریباً کم پر است.
شکم غازهای تولوز چربی دار وچاق بوده وتقریباً زمین را لمس می‌کند. سینه از عضلات پر بوده وگرد ومدور است وگردن به‌طور متوسط بلند می‌باشد. غازهای بالغ دارای غبغب در زیر گلو می‌باشند رنگ پر وبال خاکستری است در پشت تیره‌تر بوده ومتدرجاً در قسمت‌های پایین بدن خاکستری روشن می‌شود. به‌طوری‌که رنگ پر قسمت سینه وشکم سفید می‌گردد. پرهای دم پرنده نیز سفید است. رنگ منقار نارنجی ورنگ پاها نارنجی روشن می‌باشد. میزان تخمگذاری در این نژاد کم است وتقریباً در حدود ۲۵ – ۴۰ عدد در سال می‌باشد.

## نژاد آمدن (Emden)
به این نژاد آمدن Emden نیز می‌گویند. این نژاد آلمانی است وابتدا در ایالت برمن Bermenآلمان پرورش داده می‌شد و به همین نام نامیده می‌شد، ولی چون اولین بار از شهر آمدن (نیدزاکسن) آلمان به انگلستان برده شد، از این رو به نام نژاد آمدن معروف گردید. نژاد مذکور یکی از نژادهای محبوب غاز است که از نظر تولید گوشت قابل توجه است زیرا دارای جثه‌ای بزرگ است ولی بدن مانند نژاد تولوز پایین افتاده وجمع وجور نیست. پر وبال‌ها نارنجی سایه دار می‌باشد. رنگ منقار روشن‌تر از رنگ پاهاست ورنگ چشم‌ها آبی درخشان است. بعضی از انواع این نژاد دارای رنگ‌های دیگری هستند و همچنین فرم بدن آن‌ها خارج از استانداردهای ذکر شده‌است. چنین نوعهایی را از نظر اصلاح نژاد باید حذف نمود. غاز نر جوان آن ممکن است به ۹ کیلوگرم وزن برسد و این درحالی است که غاز نر بالغ آن در حدود ۱۲ کیلوگرم وزن دارد وزن غازهای ماده در حدود ۸ کیلوگرم است میزان تخمگذاری در این نژاد کمتر از تولوز بوده ولی خاصیت مادری در آن‌ها زیاد است از این رو در موقع جوجه کشی طبیعی به خوبی می‌توان از آن‌ها استفاده نمود. تعداد تخم سالیانه در این نژاد کمتر از تولوز بوده ولی خاصیت در آن‌ها زیاد است و از این رو در موقع جوجه کشی طبیعی به خوبی می‌توان از آن‌ها استفاده نمود. تعداد تخم سالیانه در این نژاد ۳۵–۴۰ عدد است.

## نژاد چینی (Chines)
نژاد چینی از نظر وزن وجثه به پای دو نژاد تولوز وامبدن نمی‌رسد ولی از نظر شکل ظاهر کاملاً از دو نژاد دیگر متمایز است. بدن کاملاً مستقیم است وپاها وگردن نسبت به بدن تقریباً بلندتر می‌باشد. این نژاد یک برجستگی دکمه مانند در قاعده منقار دارد. از نظر رنگ دو نوع از این نژاد وجود دارد. یکی نوع قهوه‌ای ودیگری نوع سفید است.
رنگ پر وبال در نوع قهوه‌ای، قهوه‌ای متمایل به زرد وکرمی است. در نوع سفید بدن از پر وبال کاملاً سفید پوشیده شده‌است. در بعضی از انواع قهوه‌ای معمولاً پرها انعکاس سبز نشان می‌دهد این گونه افراد از نظر اصلاح نژاد نباید به کار برده شوند. معمولاً رنگ منقار سیاه‌رنگ ویا قهوه‌ای است. رنگ چشم‌ها نیز قهوه‌ای روشن است. وزن این نژاد کمتر از نژادهای دیگر است وزن در غازهای نر بالغ ۴/۵ کیلوگرم و در غازهای ماده بالغ ۵/۴ کیلوگرم می‌باشد. تعداد تخم در این نژاد ۴۰تا ۶۰ عدد در سال می‌باشد.

## نژادآفریقایی(African)
یکی از نژادهای سنگین‌وزن غاز است که استاندارد شده‌است. این نژاد برای اولین بار در سال ۱۸۷۴ معرفی گردید و در دو گونه قهوه‌ای (یا خاکستری) وسفید وجود دارد. این نژاد از نژاد چینی به وسیلهٔ بدن سنگین وگردن ستبر وکلفت خود متمایز می‌گردد. دارای بدنی عمیق، طویل بوده وجناغ کشیده می‌باشد و بدن را تقریباً مستقیم نگه می‌دارد. پرنده‌های بالغ این نژاد دارای برجستگی دکمه مانند وبزرگی در انتهای بالای منقار می‌باشند. رنگ این دکمه ممکن است در اثر سرما ویا هنگام عصبانیت وآزار تغییر کند. رنگ منقارپرنده در گونه قهوه‌ای رنگ، سیاه‌رنگ و در گونه سفید، نارنجی رنگ است. از خصوصیات برجسته این نژاد وزن سنگین آن است که به آن نوعی وقار می‌بخشد و این امر باعث محبوبیت آن در بین مردم شده‌است. وزن نرهای بالغ این نژاد ۹ کیلوگرم وماده‌های بالغ ۸ کیلوگرم می‌باشد.

## نژادکانادایی(Canada)
نژادی بزرگ و زیبا با گردنی راست و بلند وسیاه ولکی سفید مانند کروات در زیر گلو است و به همین دلیل «غاز کروات» نیز نامیده می‌شود. این غاز از غازهای وحشی آمریکای شمالی سرچشمه می‌گیرد که وزن آن از ۵/۱ کیلو تا ۶ کیلوگرم متغیر است. به علت وحشی بودن بهتر است آن‌ها را در محیط‌های بسته نگهداری کرد ویا این که به موقع پرهای آن‌ها را قطع کرد. چنانچه مدت مدیدی نگهداری شود به خوبی اهلی وخانگی می‌شود. غاز کاندایی گردنی خوش حالت، بدنی مستطیل وافقی دارد. البته ارزش اقتصادی غاز کاندایی بقدر سایر نژادهای اهلی نیست. غازهای جوان این نژاد دیر بالغ می‌شوند. فقط با جفت خود آمیزش می‌کنند ونرهای این نزاد را با نژادهای اهلی دیگر آمیخته می‌سازند ولی نتاج‌های حاصله معمولاً عقیم هستند، اما گوشت آن‌ها کیفیت مطلوبی دارد.

## نژادسواستوپول(Sevastopol)
غازی سفید با جثه متوسط است که به خاطر پرهای بلند فر دار معروف است وپرهای مذکور تمامی بدن پرنده را می‌پوشاند. وزن غاز نر آن در حدود ۵ تا ۶ کیلوگرم ووزن غاز ماده آن در حدود ۴ تا ۵ کیلوگرم است. منقار وساق پا به رنگ نارنجی وچشم‌ها به رنگ آبی روشن است. منشأ این نژاد قاره اروپا و در امتداد رودخانه دانوب و در اطراف دریای سیاه می‌باشد.

## نژاد زرد آمریکایی (American Buff)
این نژاد جزو نژادهای متوسط الجثه می‌باشد وغاز نر آن در حدود ۸ کیلوگرم وغاز ماده در حدود ۷ کیلوگرم وزن دارند. چشمان آن به رنگ فندقی تیره ورنگ منقار وساق پا وپنجه‌ها نارنجی است.

## نژاد زرد بریکون (Brecon Buff)
این نژاد در سال ۱۹۳۰ میلادی در ایالت ولز انگلستان به وجود آمد واولین نژاد از نژادهای زرد بود که استاندارد گردید. این نژاد جزو نژادهای متوسط غاز بوده وساق پای آن صورتی رنگ است وپنجه پا ومنقار و چشم به رنگ قهوه‌ای است. غاز نر در حدود ۷ تا ۹ کیلوگرم وزن دارد وغاز ماده در حدود ۶ تا ۸ کیلوگرم وزن دارد.

## نژادفرانکونیان(Frankonian)
نژادی کهن وآلمانی است که از بخش شمالی ایالت باواریا Bavaria آمده‌است ونژادی کوچک است که وزن آن در حدود ۴ تا ۶ کیلوگرم است وروش نگهداری آن بسیار ساده وآسان است. معمولاً به دو گونه قهوه‌ای و آبی روشن دیده می‌شود و گونه آبی روشن آن آخیراً به وسیله مؤسسه استاندارد آلمان پذیرفته شده‌است.

## نژاد لینی (Leine)
این نژاد در نزدیکی اولدنبورگ Oldenburg آلمان به وجود آمده‌است و از نژادهای متوسط الجثه بوده که به خوبی چرا می‌کنند ومی تواند در مسافت‌های طولانی به چرا بپردازد. اندامی عمودی وقائم دارد وناحیه خلفی بدن را مستقیم نگه می‌دارد، معمولاً به دو رنگ سفید وخاکستری دیده می‌شود. وزن غاز نر در حدود ۷ کیلوگرم ووزن غاز ماده در حدود ۵ تا ۶ کیلوگرم است. این نژاد توجه کافی به جوجه‌های خود مبذول می‌کند.

## نژاد لیپی گانز (Lippeganse)
نژادی آلمانی وبسیار نادر است که اطلاعات چندانی در مورد آن موجود نیست. معمولاً به رنگ سفید است و منقار آن نوک تیز وصورتی رنگ است.

## نژادنرماندی(Normandy)
این نژاد متعلق به منطقه نرماندی فرانسه می‌باشد و از مشخصات ممیزه آن امکان تفکیک نر وماده از روی رنگ می‌باشد، به‌طوری‌که غاز نر همیشه سفید رنگ است، در حالی که غاز ماده به رنگ سفید وخاکستری است. رنگ چشم‌های این نژاد همیشه آبی است. غاز نر در حدود ۵/۴ تا ۵/۵ کیلوگرم وغاز ماده در حدود ۴ تا ۵ کیلوگرم وزن دارد.

## نژاد سفید نروژی(Norwegian White)
این نژاد نروژی به منظور تأمین گوشت مناسب به وجود آمده‌است. غاز نر در حدود ۹ کیلوگرم وزن دارد، در حالی که وزن غاز ماده در حدود ۸ کیلوگرم است. متأسفانه این نژاد امروزه در نروژ بسیار کمیاب شده‌است. نژادی مقاوم، دلیر وخودکفاست. غاز ماده مادر خوبی برای جوجه‌های خود می‌باشد وقادر است که سالیانه در حدود ۱۰۰ عدد تخم بگذارد، البته به شرطی که مجبور نباشد بر روی تخم‌ها بخوابد.

## نژاد مهاجر (Pilgrim)
این نژاد را نیز می‌توان از روی رنگ تعیین جنسیت کرد، به‌طوری‌که غازهای نر همگی به رنگ سفید وبا چشم‌های آبی می‌باشند، اما غاز ماده به رنگ خاکستری بالکه سفید بر روی سر و چشم قهوه‌ای می‌باشند. منقار وپاها در هردوجنس نارنجی است. جوجه یک روزه نر، زرد یا نقره‌ای با منقاری روشن است، در حالی که جوجه یک روزه ماده خاکستری سبزفام با منقاری تیره‌است.
این نژاد در سال ۱۹۳۰ به وسیله شخصی به نام اوسکار گرو Oscar Grow در ایالت میسوری آمریکا به وجود آمده و در سال ۱۹۳۹ به وسیله انجمن طیور آمریکا به رسمیت شناخته شد. نژادی آرام، سر براه وچراکننده خوبی است ونژادی ایده‌آل برای پرورش به صورت گله‌های خانگی است. وزن آن در حدود ۶ کیلوگرم است اما غاز نر بزرگ آن به ۷ کیلوگرم نیز می‌رسد.

## نژاد پومرانیان(Pomeranian)
نژادی آلمانی وکهن است که در بین اروپاییان محبوبیت فراوانی دارد. این نژاد در اروپا به صورت خاکستری وسفید دیده می‌شود، اما نوع محبوب آن به صورت زین اسبی است که رنگ پرهای کمر ان با جاهای دیگر بدن متفاوت است. منقار، ساق پا وپنجه‌ها به رنگ سرخ صورتی فام است. غاز ماده آن تخم‌گذار خوبی است وسالیانه ۶۰ تا ۸۰ تخم می‌گذارد. غاز نر در حدود ۸ تا ۵/۸ کیلوگرم ووزن غاز ماده در حدود ۵/۶ تا ۷ کیلوگرم وزن دارد.